# Procissões fálicas

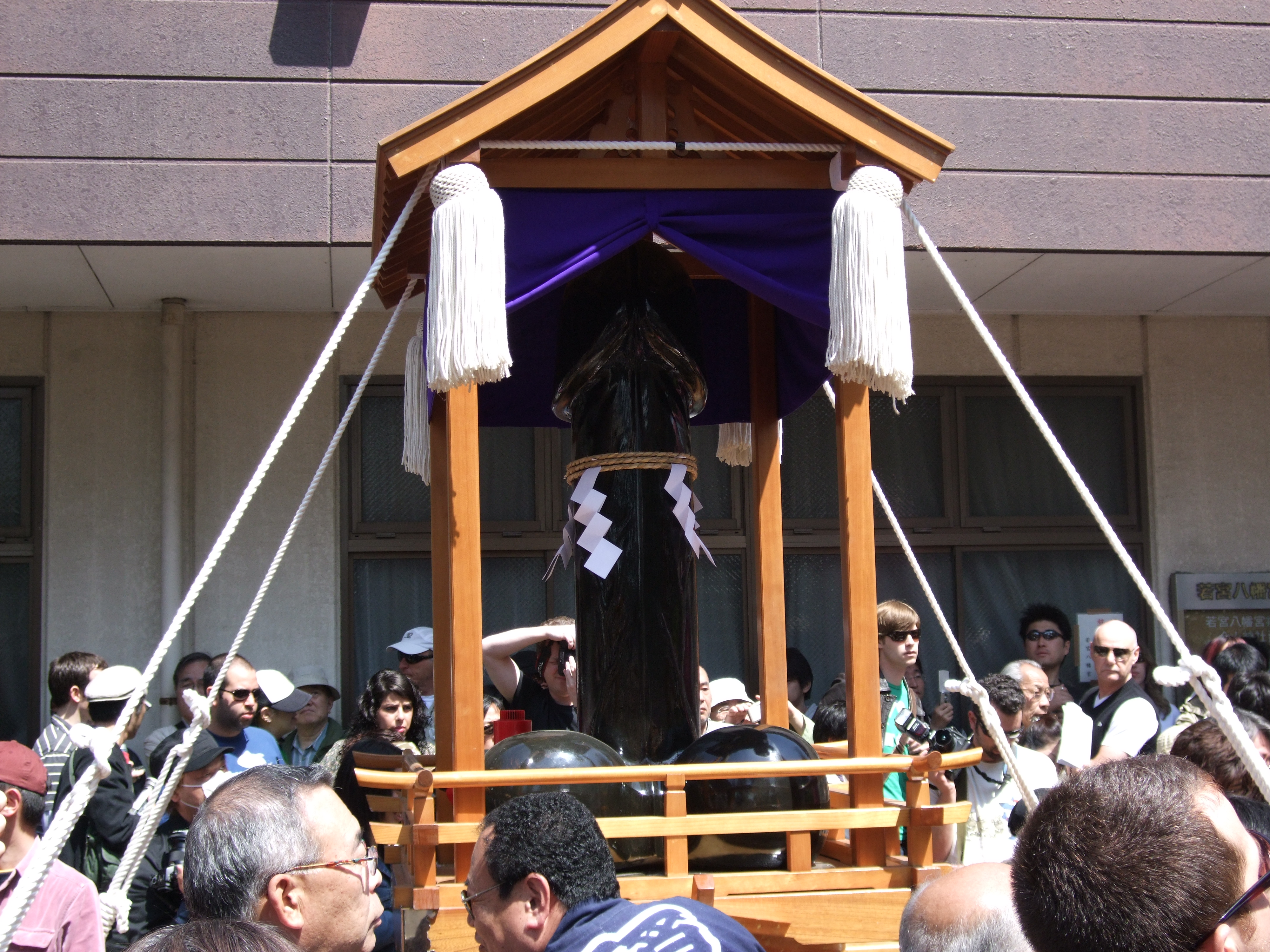
Falo mikoshi de aço e fibra de vidro (carros alegóricos) (em primeiro plano e atrás à direita, respectivamente) em Kanamara Matsuri em Kawasaki, Japão. Estes são dois dos três matsuri realizados no festival.

As procissões fálicas são celebrações públicas apresentando um falo, representação de um pênis ereto.

## Grécia Antiga
Chamadas de phallika na Grécia antiga, estas procissões eram uma característica comum das celebrações dionisíacas; avançaram para um centro de culto, e foram caracterizados por obscenidades e abusos verbais. A exibição de um falo fetichizado era uma característica comum. Em uma famosa passagem do capítulo 4 da Poética, Aristóteles formulou a hipótese de que as primeiras formas de comédia se originaram e evoluíram "daqueles que conduzem as procissões fálicas", que ainda eram comuns em muitas cidades de sua época.

## Grécia moderna
A cidade de Tyrnavos realiza um festival anual, um tradicional evento falofórico nos primeiros dias da Quaresma.
Em agosto de 2000, para promover uma produção de As Nuvens de Aristófanes, foi organizada uma tradicional procissão fálica grega, com um falo de 25 pés (7,6 m) de comprimento desfilado pelo elenco com o acompanhamento de música dos Balcãs; o dispositivo fálico foi proibido pela equipe do Festival de Edimburgo.

## Japão
Desfiles semelhantes de origem xintoísta fazem parte das ricas tradições dos matsuri (festivais japoneses). Embora a prática não seja mais comum, alguns, como Kanamara Matsuri de Kawasaki e Hōnen Matsuri de Komaki, continuam até hoje. Normalmente, o falo é colocado em um mikoshi, um santuário xintoísta portátil.